# 13282 Sharikahagan
13282 Sharikahagan è un asteroide della fascia principale. Scoperto nel 1998, presenta un'orbita caratterizzata da un semiasse maggiore pari a 2,7545331 au e da un'eccentricità di 0,1154753, inclinata di 8,53585° rispetto all'eclittica.